# شركة باتك للاستثمار والأعمال اللوجستية
شركة باتك للاستثمار والأعمال اللوجستية، باتك هي شركة مساهمة سعودية مجالها الرئيسي هو الاستثمار في مختلف القطاعات من خلال شركاتها التابعة، تتنوع باتك اليوم في اختلاف قطاعاتها الاستثمارية مابين القطاع اللوجستي والقطاع العقاري وقطاع حلول المدن الذكية والآمنة.
وتتطلع للتوسع في مجالات مختلفة خلال السنوات القادمة بناء على منهجية موضوعة من قبل فريق عمل مختص يتكون من مستشاريين وتنفيذيين وبتوجيه من مجلس ادارتها.
يبلغ رأس مال الشركة الحالي ستمائة مليون (600.000.000) ريال، مقسمة على (600.000.000) سهم.
تعتز باتك اليوم برأس المال البشري لديها من ذوي الكفاءات العالية والخبرات المتنوعة لتحقيق رؤية ورسالة المجموعة على المدى القريب والبعيد.
يعود اسم باتك في اللغة العربية الفصحى إلى الشركة القاطعة والحازمة في استثماراتها وفرصها الواسعة، وتهتم باتك باستغلال الفرص الاستثمارية والنمو الاستراتيجي لاهدافها المرسومة وذلك لتكون حاضرة بقوة لتعزيز صورتها الذهنية في المجالات التنافسية الكبيرة.

## تاريخ الشركة
تأسست شركة باتك للاستثمار والأعمال اللوجستية في البداية كشركة ذات مسؤولية محدودة، في مدينة الرياض بتاريخ 1404/4/13هـ (الموافق 1984/1/16م) بالأسم التجاري الشركة السعودية للنقل المبرد برأس مال يبلغ ثمانين مليون (80.000.000) ريال سعودي مقسم إلى ثمانمائة ألف (800.000) سهم نقدي بقيمة متساوية. تنشط الشركة في نقل وترحيل ومناولة البضائع والمواد المختلفة من وإلى المملكة العربية السعودية، وإنشاء وإدارة وتأجير مخازن التبريد والمقطورات والآلات والمعدات المتعلقة بالتبريد، وإجراء البحوث والدراسات والتطوير الفني والإداري فيما يخدم أغراض الشركة.
تم تحويل الكيان القانوني للشركة من شركة ذات مسؤولية محدودة إلى شركة مساهمة تحت اسم شركة النقل البري السعودية بموجب القرار الوزاري رقم (861) بتاريخ 1411/10/21هـ (الموافق 1995/5/5م).
وتجدر الاشارة إلى أنة تم تعديل الاسم التجاري للشركة بعد تحويلها إلى شركة مساهمة. الأول، تعديل الاسم التجاري السابق الشركة السعودية للنقل البري - مبرد ليصبح الشركة السعودية للنقل والاستثمار - مبرد بناء على موافقة الجمعية العامة غير العادية المنعقدة بتاريخ 1429/1/26هـ (الموافق 2008/2/4م). والتعديل الثاني، كان تغيير الاسم التجاري للشركة الشركة السعودية للنقل والاستثمار - مبرد ليصبح الاسم التجاري الحالي للشركة باتك للاستثمار والأعمال اللوجستية بناء على موافقة الجمعية العامة الغير عادية للمساهمين. المنعقد بتاريخ 1438/7/6هـ (الموافق 2017/4/3م) 

## الشركات التابعة
| اسم الشركة         | تاريخ التأسيس | نسبة الملكية المباشرة | نسبة الملكية الغير مباشرة | النشاط الرئيسي                                                                               | المقر                           |  |
| ------------------ | ------------- | --------------------- | ------------------------- | -------------------------------------------------------------------------------------------- | ------------------------------- |  |
| مبرد               | 1984          | %100                  | -                         | النقل والخدمات اللوجستية                                                                     | الرياض-المملكة العربية السعودية |  |
| امنكو              | 1984          | %94.89                | -                         | الخدمات اللوجستية الامنية والنقدية                                                           | الرياض-المملكة العربية السعودية |  |
| امنكو لادارة مرافق | 2017          | -                     | %66.42                    | النظافة والضيافة وصيانة المباني وخدمات ادارية وخدمات الدعم                                   | الرياض-المملكة العربية السعودية |  |
| باتك العقارية      | 2017          | %100                  | -                         | شراء وبيع الاراضي وادارة وتاجير العقارات                                                     | الرياض-المملكة العربية السعودية |  |
| حلول المدن الذكية  | 2017          | %79.40                | %5.31                     | الانشاءات العامة للمباني السكنية والغير سكنية والاصلاح وصيانة الاجهزة والمباني ومساعدة الطرق | الرياض-المملكة العربية السعودية |  |